# Elvira Dones
Elvira Dones, född den 24 juli 1960 i Durrës i Albanien, är en albansk roman- och manusförfattare.
Elvira Dones studerade vid Tiranas universitet och för en kort tid arbetade hon inom television- och filmindustrin. Hon lyckades fly landet 1988 och bosatte sig i Schweiz. I dag bor hon i Washington, D.C. i USA.
Hennes verk är bitvis självbiografiska och rör sig kring emigrerande kvinnor. Hennes verk om bland annat den albanska maffian i Italien orsakade stor ilska i Albanien.